# Weiser
Weiser er en amerikansk by og administrativt centrum for det amerikanske county Washington County, i staten Idaho. I 2000 havde byen et indbyggertal på 5.343.

## Ekstern henvisning
- Weisers hjemmeside (engelsk) Arkiveret 15. maj 2008 hos  Wayback Machine

44°14′59″N 116°58′05″V / 44.2497°N 116.968°V